# Rafaela Aparicio
Rafaela Aparicio, née le 9 avril 1906 à Marbella et morte le 9 juin 1996 à Madrid est une actrice espagnole lauréate de deux Goya. Elle est notamment connue pour ses rôles de prolétaire dans de nombreuses comédies, souvent aux côtés de Florinda Chico, parfois pour de grands réalisateurs tels que Fernando Fernán Gómez, Carlos Saura ou Víctor Erice.
Elle est à ce jour l'une des sept actrices à avoir reçu le prix national de Cinématographie du ministère espagnol de la Culture, avec Carmen Maura, María Luisa Ponte, Marisa Paredes, Mercedes Sampietro, Maribel Verdú et Ángela Molina.

## Filmographie sélective
- 1957 : Valencia (El último cuplé) de Juan de Orduña - chanteuse
- 1962 : Atraco a las tres de José María Forqué - doña Vicenta
- 1964 : El extraño viaje de Fernando Fernán Gómez - Paquita Vidal
- 1973 : Anna et les Loups de Carlos Saura - la mère
- 1979 : Maman a cent ans de Carlos Saura - la mère
- 1983 : Le Sud de Víctor Erice - Milagros
- 1986 : Manolo de Fernando Trueba - Rafaela
- 1989 : El mar y el tiempo de Fernando Fernán Gómez - la grand-mère

## Distinctions
- 1974 : Médaille du Círculo de Escritores Cinematográficos pour Anna et les Loups
- 1979 : Médaille du Círculo de Escritores Cinematográficos pour Maman a cent ans
- 1980 : Prix Sant Jordi de la meilleure actrice pour Maman a cent ans
- 1987 : Fotogramas de Plata d'honneur
- 1988 : Goya d'honneur
- 1989 : Médaille d'or du mérite des beaux-arts
- 1990 : Goya de la meilleure actrice pour El mar y el tiempo
- 1991 : Prix National de Cinéma du Ministère de la Culture